# The Dead Boys
A The Dead Boys egy amerikai punkegyüttes, amely 1976-ban alakult meg Clevelandben, és egészen a mai napig aktív. Pályafutásuk alatt azonban többször is feloszlottak, először 1976-tól 1979-ig tevékenykedtek, majd 1987-ben újból összeálltak egy rövid időre, majd 2004-től 2005-ig. 2017 óta megint együtt vannak, az alapító tagok, Cheetah Chrome és Jeremy Blitz újra megalkotta a zenekart, azonban új tagokkal, negyvenedik évfordulójuk alkalmából. A régi-új együttes kiadott egy új nagylemezt is, amely a legelső albumuk újrarögzített változata. Pályafutásuk alatt három nagylemezt, öt koncertalbumot és két DVD-t dobtak piacra.

## Tagok
Jelenlegi tagok
- Cheetah Chrome - gitár
- Johnny Blitz - dobok
- Jason Kottwitz - ritmusgitár
- Ricky Ratt - basszusgitár
- Jake Hout - ének

Volt tagok: Stiv Bators, Jimmy Zero és Jeff Magnum.

## Diszkográfia

### Stúdióalbumok
- Young Loud and Snotty (1977)
- We Have Come for Your Children (1978)
- Still Snotty: Young, Loud and Snotty at 40 (2017)

## Egyéb kiadványok

### Koncertalbumok
- Night of the Living Dead Boys (1981)
- The Return of the Living Dead Boys (1987)
- Liver Than You'll Ever Be (1988)
- Twistin' on the Devil's Fork: Live at CBGB's (1998)
- All This and More (1998)

### DVD-k
- Return of the Living Dead Boys! Halloween Night 1986 (2008)
- Live at CBGB's 1977 (2009)